# Clásicos II
Clásicos II es el título del decimoquinto álbum de estudio del grupo de rock español Porretas. Se publicó el 24 de febrero de 2017, a través del sello discográfico Rock Estatal Records.
El disco podría considerarse una segunda parte de su trabajo Clásicos del año 2000, donde versionan temas clásicos del rock español y la canción melódica.

## Lista de canciones
1. Resistiré (Duo Dinámico)
2. Ay que gustito pa mis orejas (Raimundo Amador -Pablo Carbonell-)[nota 1]
3. La Chica de Ayer (Nacha Pop)
4. Libre (Nino Bravo)
5. Al Calor Del Amor En Un Bar (Gabinete Caligari)
6. Un Velero Llamado Libertad (José Luis Perales)
7. El Blues Del Autobús (Miguel Ríos)
8. Soy Un Truhan, Soy Un Señor (Julio Iglesias)
9. El Rompeolas (Loquillo)
10. Libertad Sin Ira (Jarcha)
11. Rocinante (Asfalto)
12. Insurrección (El Último de la Fila)
13. La Ley Del Benny Hill (James Q.)

## Formación
- Pajarillo: bajo y voz.
- El Bode: guitarra y voz.
- Manolo: guitarra.
- Luis: batería.

## Vídeoclip
Como sencillo adelanto, lanzaron el videoclip oficial de su versión de: Soy un truhan, soy un señor, tema original de Julio Iglesias, en el que contaron con el cómico Agustín Jiménez como protagonista.